# Franja du Plessis
Franja du Plessis (sinh ngày 2 tháng 1 năm 1994) là một ca sĩ người Namibia. Cô xuất hiện vào năm 2013 trong bộ phim As jy sing với vai Marna. Album đầu tay của cô, My verhaal ("My Story"), đã trở thành đĩa bạch kim vào năm 2016. Cô là con gái của ca sĩ Juanita du Plessis và em gái của ca sĩ Ruan Josh. 

## Niên thiếu
Cô tốt nghiệp trường Hoërskool Die Wilgers tại Pretoria.